# Jukka Rauhala
Jukka Matti Rauhala (ur. 1 marca 1959 w Muurame) – fiński zapaśnik walczący w stylu wolnym. Dwukrotny olimpijczyk. Brązowy medalista z Los Angeles 1984 i szósty w Seulu 1988. Walczył w kategorii 68 kg.
Piąty na mistrzostwach świata w 1986. Czwarty na mistrzostwach Europy w 1981, 1986 i 1987. Zdobył pięć medali na mistrzostwach nordyckich w latach 1975 – 1979.
Jest bratem Pekki Rauhali i bratankiem Kalervo Rauhali, zapaśników i olimpijczyków.